# Anthurium pranceanum
Anthurium pranceanum är en kallaväxtart som beskrevs av Thomas Bernard Croat. Anthurium pranceanum ingår i släktet Anthurium och familjen kallaväxter. Inga underarter finns listade.